# Pupila de águila
Pupila de águila es una novela juvenil ficticia de 1989escrita por Alfredo Gómez Cerdá. Una joven deportista de Madrid investiga las razones que llevaron al suicidio a su hermano mayor.

## Argumento
Martina es una adolescente deportista que recientemente ha sido operada y se encuentra convaleciente en el hospital, donde ha entablado una amistad con Clara, una enfermera.
Una noche ingresan a un chico que se ha intentado suicidar y se entera por Clara de que se llama Igor. Tanto por su aspecto como por ser un suicida, a Martina le recuerda a su hermano mayor que se suicidó y decide visitarlo a su habitación. Entablan una amistad y deciden reunirse cuando a ambos les den el alta.
Acuerdan la cita y dan un paseo. Posteriormente, Martina se despide porque tiene que estudiar y ambos se olvidan de citarse para el día siguiente, sin embargo, los dos vuelven a acudir a la misma hora al mismo lugar y vuelven a encontrarse.
En esta segunda ocasión, Martina tiene más confianza con Igor y decide llevarlo al piso que le dejó su hermano de herencia y que prácticamente está tal y como lo dejó él. Allí le confiesa que su hermano se suicidó, pero, piensa que hay algo más detrás de su suicidio, aunque no sabe realmente que es.
Igor, curioseando las cosas de Toni, el hermano de Martina, descubre que estaba relacionado con Jorge Barciela, un tipo indeseable que se dedicaba a la pornografía, y que Igor había conocido. Ambos deciden investigar juntos qué relación tenía con Barciela y qué había hecho los últimos días antes de suicidarse.
Acuerdan verse un par de veces más, tanto para dar paseos como para escuchar música en el anteriormente piso de Toni. Martina se percata de que hay un hombre que parece seguirlos siempre, pero piensa que es un detective contratado por la familia de Igor para vigilarlo y no le dice nada a este.
Finalmente, ambos acuden a las oficinas de Barciela, donde Martina exige a su secretaria verlo. Su secretaria se niega hasta que Martina le dice que es hermana de Toni. Les deja pasar, pero, son recibidos por un tal Nino Roldán, un tipo serio que se limita a decirles que Barciela ha sido asesinado.
Al día siguiente, a Martina se le pasa acudir a su cita diaria con Igor y éste decide seguir a Mónica, la antigua secretaria de Barciela, pero un coche intenta atropellarlo y desiste.
A partir de ahí, Martina no puede volver a contactar con Igor y queda con Clara para que le consiga el teléfono de Igor. Martina nota un comportamiento sospechoso en Clara, pero decide no darle demasiada importancia.
Martina llama al número de Igor, pero lo coge una chica que se presenta como Lola, amiga de Igor. Ella no sabe dónde está Igor y quedan al día siguiente para buscarlo. Lola resulta ser la exnovia de Igor y lo conoce desde pequeño; conoce sus hábitos y logran encontrarlo en muy mal estado, debido a  que había tomado alguna droga o sustancia.
Lola los deja solos y Martina lo lleva a una fuente para mojarlo e intentar despabilarlo, y terminan en el piso de Toni, donde se duermen.
Una vez que Igor parece recuperase, deciden acudir a casa de Mónica. Apenas empiezan a hablar con ella cuando aparece Nino que la golpea y los apunta con una pistola pero logran huir.
Martina sospecha que Clara conoce a Mónica y que sabe qué es lo que pasa y qué hay detrás del suicidio de su hermano, por lo que la llama haciéndose pasar por Mónica y descubre que efectivamente así es. Martina e Igor van a buscarla al hospital y les confiesa que años atrás había posado desnuda para fotografías de Barciela y había conocido a Toni. Junto a Nino se encontraban en un asunto relacionado con las drogas.Toni quería dejarlo y Clara sospecha que en realidad lo asesinaron, por eso simularon un suicidio.
Clara les revela que había otra mujer implicada llamada Lucía que sabría más y que está internada en un centro de desintoxicación en la sierra. Martina e Igor van a visitarla y ésta les confirma que Toni fue asesinado, porque quería dejar todo el asunto pero sabía demasiado.
En camino de vuelta del centro, un coche los obliga a parar y resulta ser Nino que, amenazándolos con su pistola los mete en su maletero y los lleva a las naves que Barciela tiene en un polígono y que utiliza como estudios de grabación.
Mientras tanto, Clara acude a la policía, temiendo por Martina y Igor y dos inspectores la acompañan al centro de desintoxicación y descubren el coche abandonado. Clara sugiere que podían haber ido a las naves de Barciela y llegar justo antes de que asesinen a los dos jóvenes. Martina reconoce a uno de los policías como el hombre que los seguía y que pensaba que era un detective privado.
Clara confiesa haber asesinado a Barciela, por lo que también es arrestada. Llegaron más policías y una ambulancia. Entre el barullo, Martina le confiesa a Igor que lo ama, pero este no puede responder y son separados para examinarlos e interrogarlos.
Después de todo lo acontecido, Martina se va a pasar un tiempo en su pueblo. Igor va a buscarla, se reencuentran y él le dice que también está enamorado de ella.

## Alcance y repercusión
Ha sido lectura recomendada en la Educación Secundaría Obligatoria durante muchos años y en la actualidad va por su 43.ª edición, siendo muchas las generaciones que han leído la novela.